# Hajaja
Hajaja je skřítek, který se stal symbolem krátkých rozhlasových pohádek na dobrou noc. Poprvé Hajaja promluvil z vysílání Československého rozhlasu 2. ledna 1961.  Hlas mu v počátcích propůjčil herec Vlastimil Brodský, který se tím na dlouho stal pro široké masy posluchačů ztělesněním této postavy. Desetiminutové pohádky skřítka Hajaji jsou dodnes denně vysílány v rámci Klubu Rádia Junior na Dvojce Českého rozhlasu a na Rádiu Junior.

## Počátky vysílání
Příprava první pohádky trvala přibližně rok. Nápad se zrodil kolem roku 1960 v redakci vědy a techniky Hlavní redakce pro děti a mládež Československého rozhlasu. Někdo tehdy poznamenal, že by nebylo špatné vyprávět každý večer nejmenším posluchačům příběh pro lepší usínání. Nápad se ujal a začaly přípravy. Jméno Hajaja vymyslela výtvarnice Olga Hejná. Skřítek s hlasem Vlastimila Brodského se stal od roku 1961 veselým a laskavým průvodcem do dětských snů. Na úspěchu nového pořadu měl velkou zásluhu spisovatel Václav Čtvrtek a jeho manželka Vlasta Váňová, která byla rozhlasovou redaktorkou. Čtvrtek napsal pohádku pro první vysílání Jak Hajaja procitnul, ale i mnohé další pohádkové texty.

## Znělka
Znělkou je jednoduchý motiv hraný na flétnu. Autorem znělky je Jindřich Šidla a původně ji nahrál profesor Václav Žilka, v roce 1976 ji znovu nahrál Jiří Stivín a jeho znělka se používá doposud (2014). Vedle toho existuje též nahrávka Žofie Vokálkové z roku 2011. Úvodní znělka své tóny postupně zesiluje, závěrečná je melodicky totožná, avšak zkrácená a své tóny naopak zeslabuje. Po úvodní znělce se vždy ozve laskavý pozdrav: „Dobrý večer, děti.
Zajímavá je rovněž rock'n'rollová parafráze „Hajaja-rock“ skupiny Sputnici z konce listopadu 1961.